# Drain Away
DRAIN AWAY – singel zespołu Dir En Grey wydany w 2003. Tytułowa piosenka pojawiła się na albumie VULGAR. 

## Lista utworów
Autorem tekstów jest Kyo. Muzykę do tytułowej piosenki skomponował Die.
1. DRAIN AWAY (4:05)
2. DRAIN AWAY −NEO TOKYO TRANS− (remix by Kaoru) (6:37)
3. Gyakujoutannou Keloidmilk (plucking:Mr.NEWSMAN) -NEW JAP MIX- (逆上堪能ケロイドミルク （plucking:Mr.NEWSMAN） -NEW JAP MIX-) (remix by Kaoru) (4:59)
4. JESSICA -wave mix- (remix by Masahide Takuma) (5:06)